# Laura Theresa Alma-Tadema
Laura Theresa Alma-Tadema   (Londres, 16 d'abril de 1852 - Hindhead, 15 d'agost de 1909) nascuda Laura Theresa Epps va ser una pintora i il·lustradora del Regne Unit.
Es va dedicar principalment a la pintura de gènere infantil o historicista. Fou la segona esposa del pintor Lawrence Alma-Tadema (1836-1912).

## Biografia
Filla d'un eminent metge londinenc, George Napoleon Epps, va néixer el 16 d'abril de 1852 a Londres. Tenia dues germanes que també eren pintores: Ellen (Nellie), que es va casar amb el poeta Edmund Gosse i va estudiar pintura amb Ford Madox Brown, i Emily, que serà propera a John Brett; tots dos eren artistes prerafaelites.
Molt jove, va practicar la còpia de quadres antics al Museu Britànic de Londres i més tard va ser alumna de William Cave Thomas i William Bell Scott a l'escola d'aquest museu. Es va interessar per la música i va practicar la composició. També era propera als prerafaelites i coneixia bé Dante Gabriel Rossetti (1828-1882) i Ford Madox Brown (1821-1893), que eren els seus amics.
El desembre de 1869, conegué el que esdevindria en el seu marit: Sir Lawrence Alma-Tadema que havia perdut la seva primera esposa Marie-Pauline Gressin de Boisgirard l'any anterior. Per tant, és sobretot la presència de Laura Theresa Epps el que el farà tornar a Gran Bretanya després que es va veure obligat a abandonar el continent a l'inici de la Guerra francoprussiana el juliol de 1870.
Va arribar a Londres al setembre de 1870, acompanyat de les seves dues filles petites i de la seva germana Artje. Lawrence Alma-Tadema aviat es va posar en contacte amb Laura Epps, a qui va donar classes de dibuix. S'enamoraren i el casament tingué lloc el juliol de 1871. La seva unió romandria sense fills. Per tant, Laura Alma-Tadema crià les dues filles del primer matrimoni del seu marit: Laurence Alma-Tadema, que serà escriptora i Anna, que també es va fer pintora.

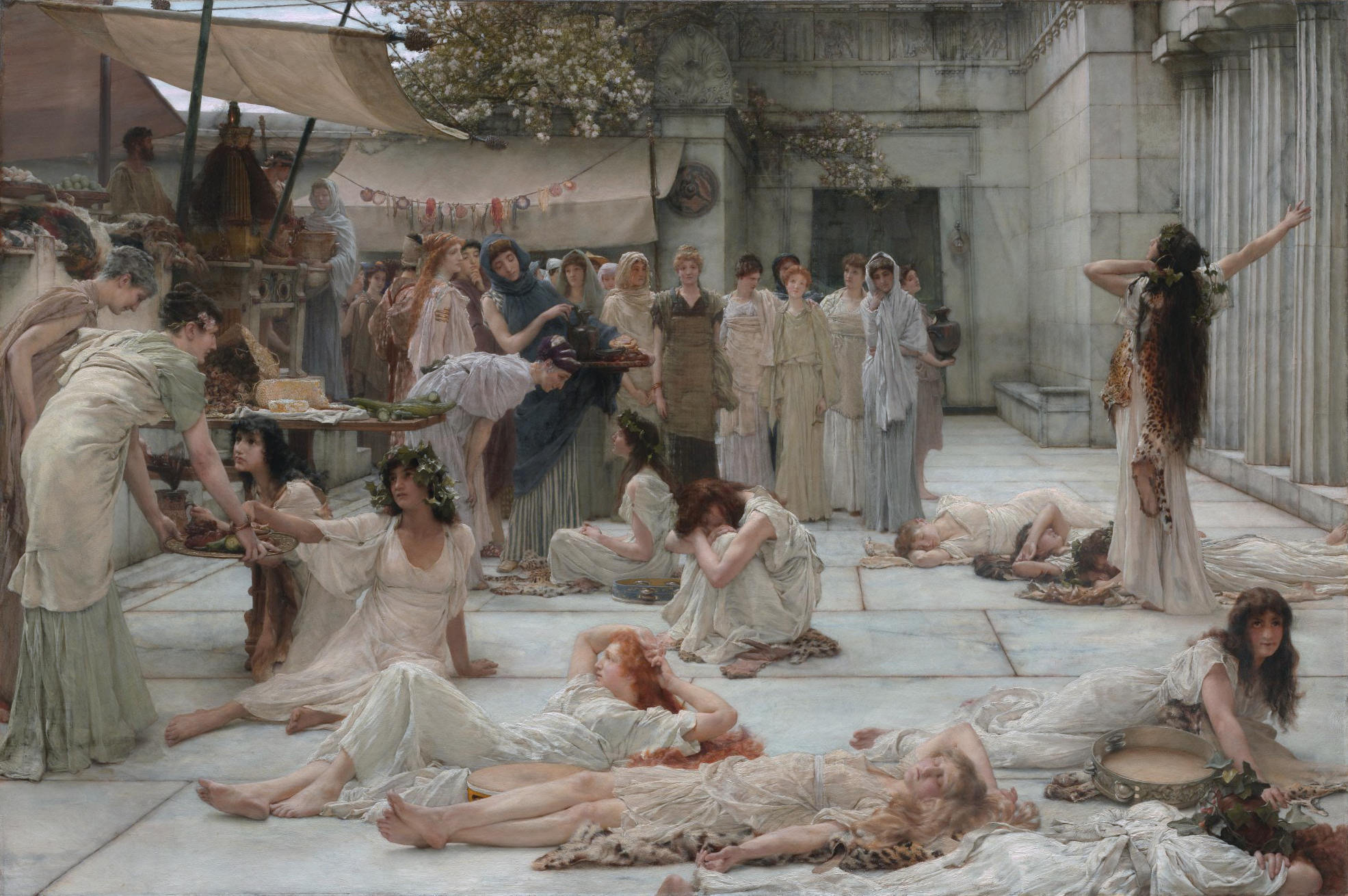
Lawrence Alma-Tadema, The Women of Amphissa (1877), Williamstown, Clark Art Institute. Laura Alma-Tadema posa entre les dones en primer pla.

Va viure durant molt de temps al barri londinenc de Regent's Park, aleshores Grove End Road.
Laura Alma-Tadema passà els mesos de juny i juliol de 1909 a Alemanya, on se sotmeté a una cura de la qual tornà esgotada. Hospitalitzada en un establiment de Hindhead, a Surrey, al sud de Londres, el seu estat es va deteriorar molt ràpidament. Va morir el 15 d'agost de 1909. Els anuncis de la mort van aparèixer dos dies més tard a The Times i al New York Times amb detalls sobre les circumstàncies de la seva mort.
Durant la seva vida, el seu marit la va representar en diverses obres, com en el quadre The Women of Amphissa (1877, Williamstown, Institut d'Art Clark). L'escultor Jules Dalou va modelar el seu bust en terracota el 1875 (París, Museu d'Orsay). De la mateixa manera, li devem a Giambattista Amendola una estatueta que la representa el 1879 i Jules Bastien-Lepage va pintar el seu retrat.

## L'obra

### Estil

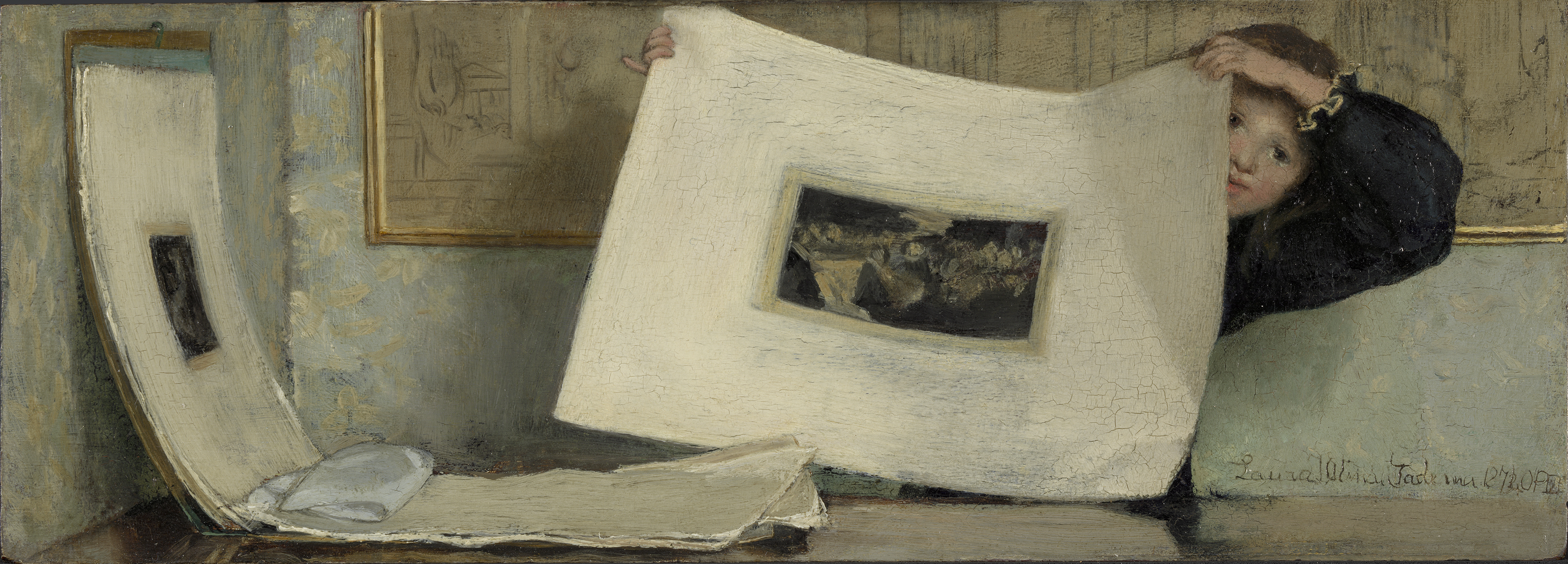
Anna fullejant una caixa d'estampes (1874), Amsterdam, Rijksmuseum.

Al llarg de la seva carrera, Laura Theresa Alma-Tadema es va dedicar principalment a la representació d'escenes domèstiques i infantils en entorns íntims a la manera dels mestres holandesos del segle XVII que li agradava imitar, com a Love's Beginning, Hush-a-bye, The Carol, At the Doorway i Sunshine. Va estudiar particularment Vermeer i de Hooch durant les seves visites als Països Baixos. També va pintar alguns temes i paisatges més clàssics, però aquests no són els seus temes preferits.

### Exposicions
Des del 1873, Laura Theresa Alma-Tadema va exposar regularment a la Royal Academy de Londres, així com a diverses galeries londinenques i britàniques. El Saló de París és el lloc del seu primer èxit. I va aconseguir una medalla d'or a Berlín per una de les seves pintures. El 1878 va ser una de les úniques artistes femenines i una de les dues úniques britàniques convidades a participar en l'Exposició Universal de París, on va rebre una medalla de plata. També va exposar a la Grosvenor Gallery així com en altres llocs de Londres. També va exposar al Palau de Belles Arts el 1893 a l'Exposició Universal de Chicago. També feu il·lustracions per a la English Illustrated Magazine.
L'any 1910, l'any següent a la seva mort, es va organitzar una exposició en homenatge a la seva obra a la Fine Art Society de Londres.

## Obres
- Mamma's Chair, 1873
- Anna Alma-Tadema Leafing through a Portfolio of Prints, 1874
- Japanese Toys, 1875
- A Bird-cage, 1875
- In an Italian Garden, 1876
- World of Dreams, 1876
- A Blue Stocking, 1877
- George Eliot, 1877
- With a Babe in the Woods, 1879-1880
- A Good Book, 1880
- Amber and Opal, 1881
- Winter, 1881
- The Wool Winders, 1881
- A Looking Out O'Window, Sunshine ou Sunshine, 1881
- May I Come In?, 1881
- Asleep, 1882
- Saying Grace, 1884
- A Birthday, 1884
- Self Help, 1885
- Always Welcome, 1887
- Nothing Venture, Nothing Have, 1888
- Queen Katherine of France, 1888
- Battledore and Shuttlecock, ~1890
- The Pet Goldfish, 1890
- Hush-a-bye, 1892
- Fireside Fancies, ~1893
- Satisfaction, 1893
- Bright Be Thy Noon, 1894
- The Pain of Parting, 1895
- A Carol, 1896
- A Knock at the Door, 1897
- At the Doorway, 1898
- Sweet Industry, 1904
- Love's Beginning, 1904
- The Pledge, 1904
- Emblemata, 1906
- Peacemaking, 1907
- Airs and Graces
- Gathering Pansies
- Study of Drapery
- Hawking
- The Bible Lesson
- Oranges and Lemons
- Love's Curse
- The Persistant Reader
- Girl on Stairs
- Measuring Heights
- In Good Hands
- Children in the Roman Campagna
- The Tea Party

Obres de Laura Theresa Alma-Tadema
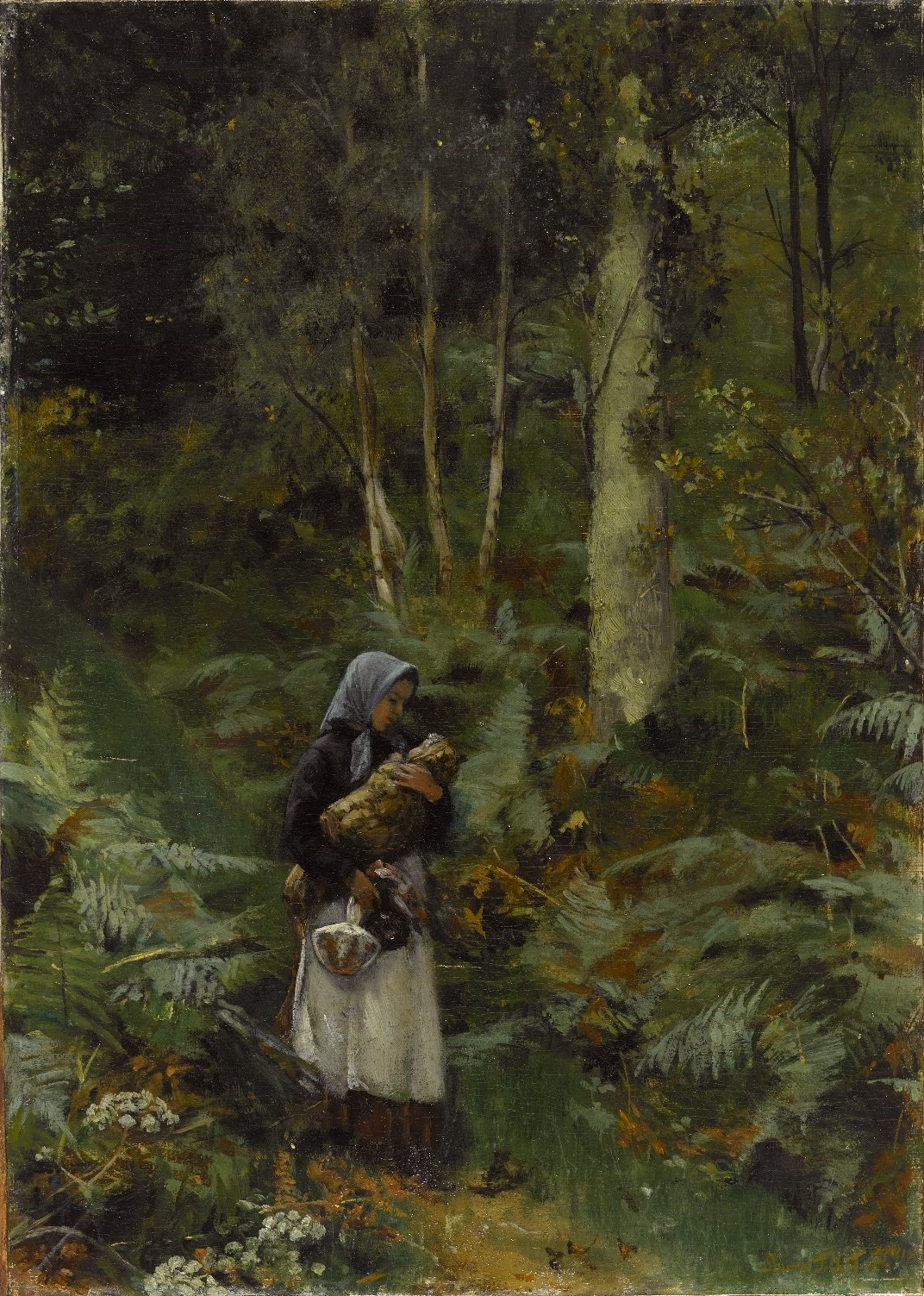
With a Babe in the Woods (1879-1880), Nova York, Brooklyn Museum.
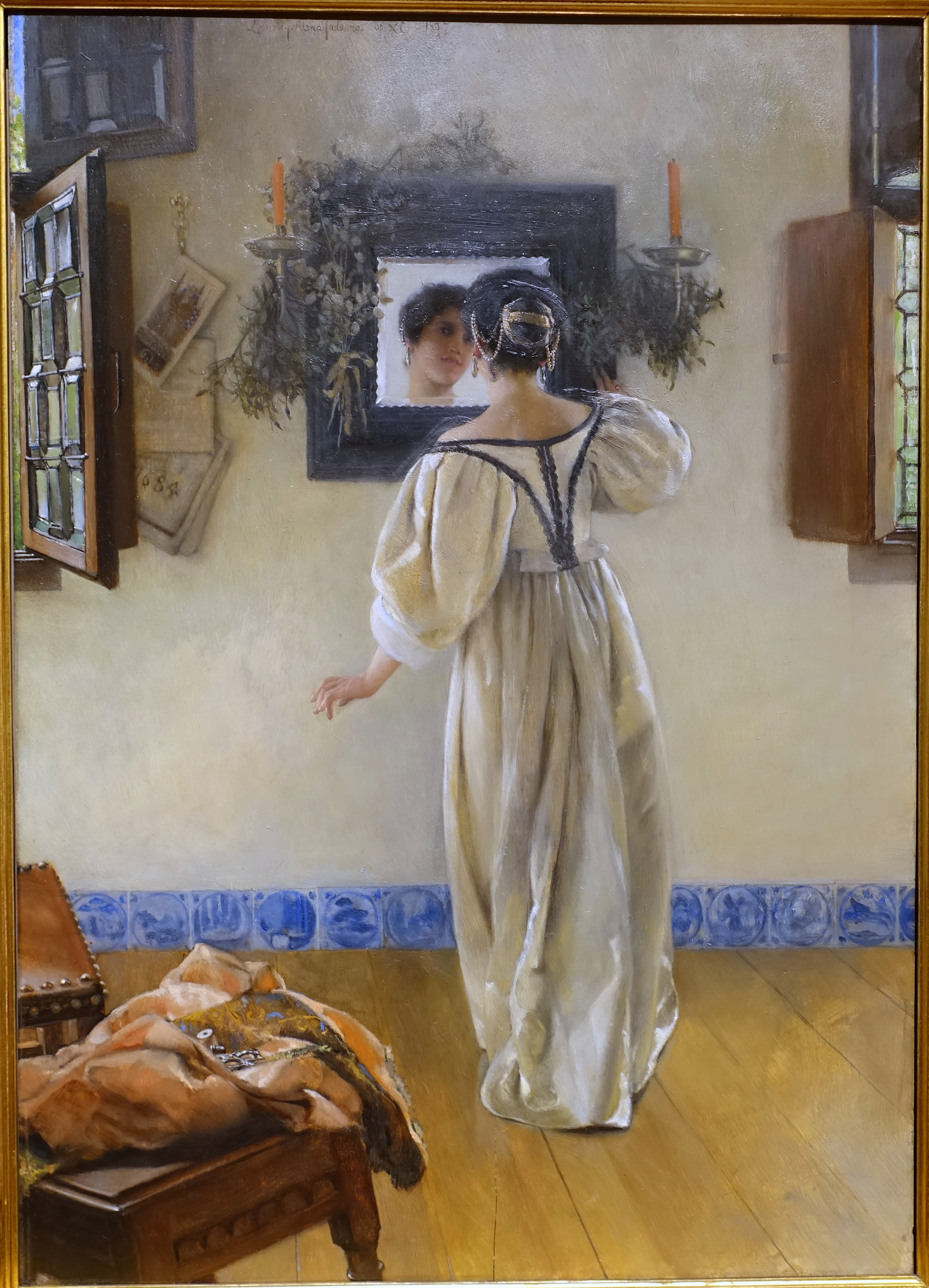
A Knock at the Door (1897), Manchester, Currier Museum of Art.
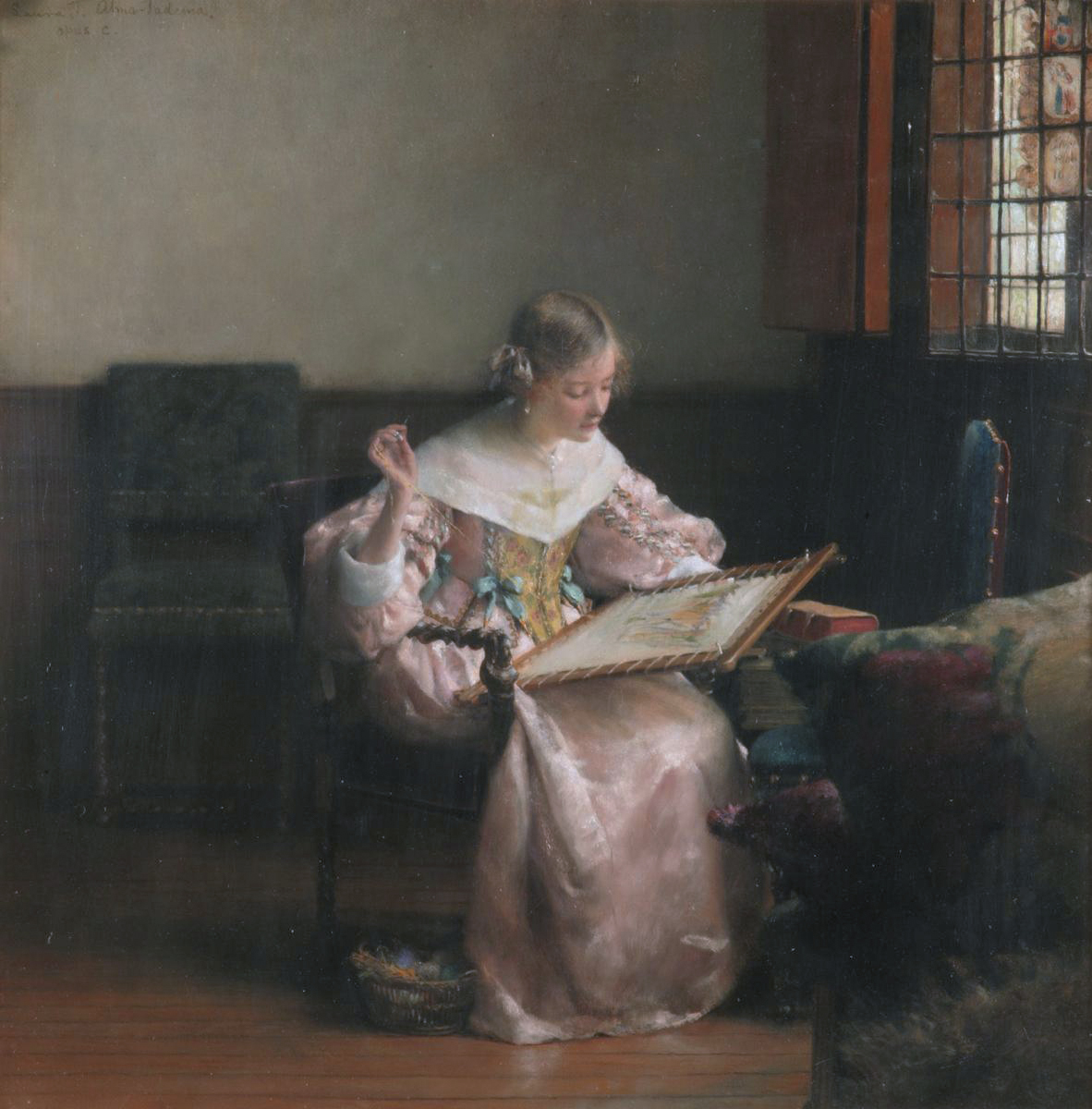
Sweet Industry (1904), Manchester, Manchester Art Gallery.
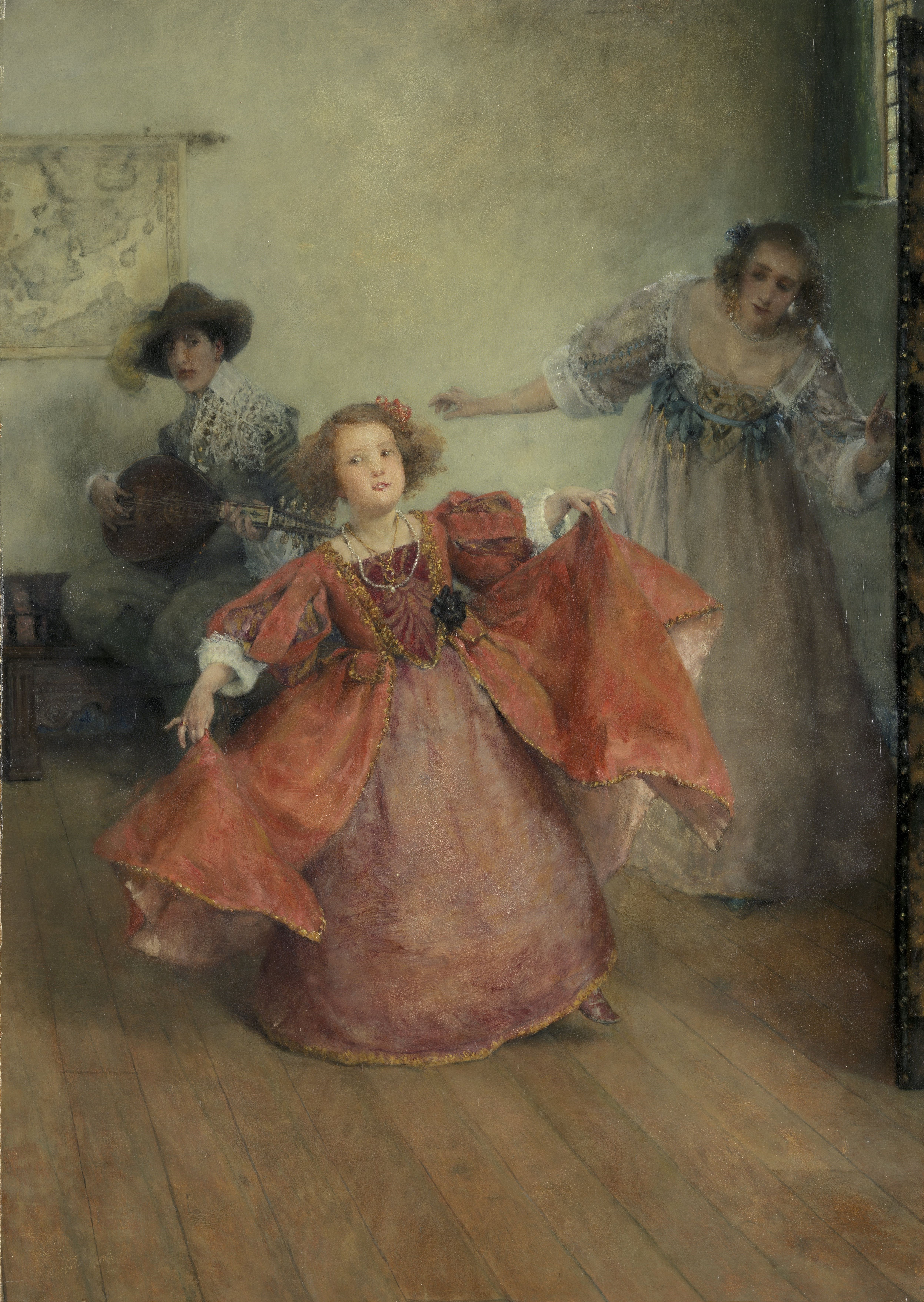
Airs and Graces, Amsterdam, Rijksmuseum.
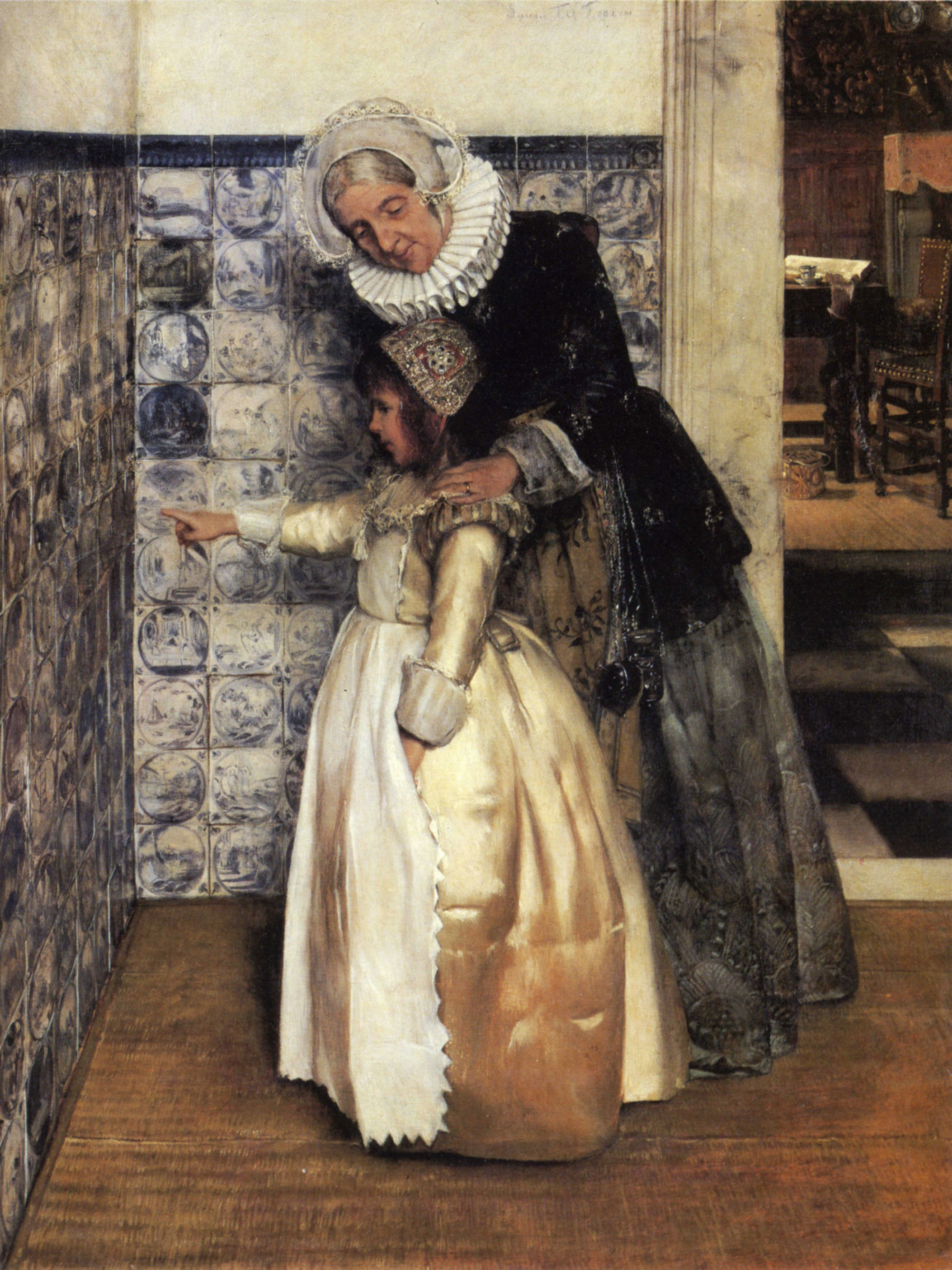
La lliçó de la Bíblia, lloc desconegut.